# 도그빌
《도그빌》(영어: Dogville)은 2003년 공개된 라르스 폰트리에르의 실험 드라마 영화이다. 니콜 키드먼, 로런 버콜, 폴 베터니, 클로이 세비니, 스텔란 스카르스고르드, 우도 키어, 벤 거자라, 퍼트리샤 클라크슨, 하리에트 안데르손, 제임스 칸이 앙상블 캐스트로 출연하였으며, 존 허트가 해설을 맡았다. 공연 무대와 유사하며 최소한으로 표현된 세트장에서 폭력 조직원들의 추적을 피하기 위해 궂은일을 하는 대가로 콜로라도주 로키산맥 산골 마을 도그빌에 몸을 의탁하는 여성 그레이스의 이야기가 펼쳐진다. 
2003년 5월 19일 제56회 칸 영화제에서 전 세계 최초로 상영되었으며, 황금종려상 경쟁작이었다. 2004년 3월 26일 미국에서 제한 개봉되었다.
2023년 이 영화에 바탕한 동명 오페라가 에센 알토 극장에서 초연되었다.

## 출연진
- 존 허트
- 니콜 키드먼
- 로런 버콜
- 폴 베터니
- 클로이 세비니
- 스텔란 스카르스고르드
- 장마르크 바르
- 우도 키어
- 벤 거자라
- 제임스 칸
- 퍼트리샤 클라크슨
- 쇼나 심
- 빌 레이먼드
- 제러미 데이비스
- 필립 베이커 홀
- 블레어 브라운
- 젤코 이바넥
- 하리에트 안데르손
- 셔반 팰런 호건
- 클리오 킹
- 마일스 퓨린턴
- 톰 호프만

## 기타 제작진
- 공동 제작: 질리언 베리, 엘스 판데보르스트, 베티나 브로켐퍼, 리사 펜틸레
- 배역: 에이비 코프먼, 조이스 네틀스
- 미술: 페테르 그란트
- 의상: 마논 라스무센